# Lothar Roos
Lothar Anton Roos (* 12. Juli 1935 in Karlsruhe; † 22. April 2025 in Meckenheim) war ein deutscher römisch-katholischer Theologe und Sozialethiker. Er hatte von 1979 bis 2000 den Lehrstuhl für Christliche Gesellschaftslehre und Pastoraltheologie an der Universität Bonn inne.

## Leben
Lothar Roos studierte nach seinem Abitur am humanistischen Gymnasium in Tauberbischofsheim im Jahr 1955 von 1955 bis 1960 Philosophie und Katholische Theologie an der Albert-Ludwigs-Universität Freiburg, Universität Luzern und am Freiburger Priesterseminar St. Peter im ehemaligen Kloster St. Peter auf dem Schwarzwald. Am 12. Juni 1960 empfing er durch den Freiburger Erzbischof Hermann Schäufele die Priesterweihe und war danach zunächst als Vikar tätig. 1962 begann er ein Promotionsstudium an der Universität Freiburg. 1964 wurde er Wissenschaftlicher Assistent am Seminar für Christliche Gesellschaftslehre der Freiburger Universität. 1969 wurde er mit der Arbeit Demokratie als Lebensform zum Dr. theol. promoviert. Von 1969 bis 1975 war er Dozent und Subregens am Priesterseminar St. Peter in Freiburg. 1974 habilitierte er sich für die Fächer Christliche Gesellschaftslehre und Pastoraltheologie in Freiburg.
1975 erhielt er einen Ruf auf die Professur für Christliche Gesellschaftslehre und Pastoraltheologie an der Johannes Gutenberg-Universität Mainz. 1979 wechselte er auf den Lehrstuhl für Christliche Gesellschaftslehre und Pastoraltheologie der Rheinischen Friedrich-Wilhelms-Universität Bonn. 2000 wurde er emeritiert, gleichwohl war er bis zum Sommersemester 2008 als Professor für Christliche Gesellschaftslehre und Soziologie an der Privathochschule Gustav-Siewerth-Akademie (GSA) in Weilheim-Bierbronnen tätig. Von 2001 bis 2005 war er außerordentlicher Professor an der Theologischen Fakultät der Schlesischen Universität Kattowitz.
Roos war von 1974 bis 2003 Redaktionsleiter der Zeitschrift Lebendige Seelsorge und schrieb unter anderem in der Zeitschrift Die Neue Ordnung. Von 1984 bis 2014 war er geistlicher Berater des Bundes Katholischer Unternehmer (BKU) und engagierte sich für die Katholischen Soziallehre und Sozialen Marktwirtschaft im BKU. Roos engagierte sich seit 1985 als Beirat der wissenschaftlichen BKU-Tochter Ordo Socialis und war von 1974 bis 2003 Redaktionsleiter der Zeitschrift Lebendige Seelsorge. Als Gründungsvorsitzender leitete er die Joseph-Höffner-Gesellschaft von 2002 bis 2016; 2016 wurde er ihr Ehrenvorsitzender.
Lothar Roos war seit 1956 Mitglied der wissenschaftlich katholischen Studentenvereinigung Unitas-Albertina in Freiburg. Er war Gründungsmitglied des Heinrich-Pesch-Preises des wissenschaftlich katholischen Unitas Verbandes. 1995 wurde er zum Päpstlichen Ehrenprälaten ernannt. 2011 erhielt Roos den Wilhelm-Weber-Preis für Verdienste um die Christliche Gesellschaftslehre. Von der Katholischen Universität Lublin wurde er mit einer Ehrendoktorwürde geehrt. Der Unitas-Verband zeichnete ihn mit dem Heinrich-Pesch-Preis aus.
Lothar Roos starb am 22. April 2025 im Alter von 89 Jahren in Meckenheim (Rheinland). Sein Grab befindet sich auf dem Friedhof an der St.-Evergislus-Kirche in Bonn-Plittersdorf.

## Wirken
Lothar Roos befasste sich insbesondere mit der Katholischen Soziallehre und publizierte zu ethischen Grundlagen der politischen und wirtschaftlichen Ordnung, insbesondere zu den geistigen Grundlagen der Wirtschafts- und Gesellschaftsordnung.
Im Jahr 1962 veröffentlichte Joseph Höffner das viel beachtete Werk Christliche Gesellschaftslehre. Das Werk wurde mittlerweile in zehn Sprachen (einschließlich Russisch und Chinesisch) übersetzt. Im Jahr 1997 erschien eine von Lothar Roos herausgegebene, bearbeitete und ergänzte Neuausgabe des mehrfach übersetzten Standardwerkes.

## Schriften
- Die Einheitsgewerkschaft im Lichte der katholischen Soziallehre, Gesellschaft f. Christl.-soziale Arbeit 1962, zusammen mit Eugen Kohlenbach
- Christliches Arbeitsethos und moderne Arbeitskultur, 1962, zusammen mit Werner Then
- Die christlichen Gewerkschaften und das neue Grundsatzprogramm des DGB, Gesellschaft f. Christl.-soziale Arbeit 1965
- Demokratie als Lebensform, Dissertationsschrift, Schöningh 1969
- Ordnung und Gestaltung der Wirtschaft, Habilitationsschrift, Bachem 1974
- Die soziale Verantwortung der Kirche. Wege und Erfahrungen von Ketteler bis heute, Bachem 1982, ISBN 3-7616-0404-1, zusammen mit Anton Rauscher
- Befreiende Evangelisierung und Katholische Soziallehre, Grünewald Mainz 1987, ISBN 3-7867-1293-X, zusammen mit Jaime Velez Correa, Karl-Josef Hollender
- Die Grundwerte der Demokratie und die Verantwortung des Christen, 1991, ISBN 3-87088-634-X
- Lateinamerika und die Katholische Soziallehre, in 3 Tln., Tl.2, Armut, Grünewald Mainz 1992, ISBN 3-7867-1701-X, zusammen mit Ricardo Antoncich, Francisco Ivern
- Communio et Communitas. Liebe und Ehe in Nigeria, Echter Würzburg 1999, ISBN 3-429-02180-4, zusammen mit Paul Ch Dimude, Heinrich Pompey
- Agnes Neuhaus (1854-1944): Schriften und Reden, Echter Würzburg 2000, ISBN 3-429-02188-X, zusammen mit Hugo Maier, Illona Winkelhausen, Heinrich Pompey
- Christliche Verantwortung für eine zukunftsfähige Wirtschaft und Gesellschaft. Beiträge zur Gesellschaftspolitik, Hille 2001, ISBN 3-932858-52-2, zusammen mit Werner Then, Günter Greitemann, Ernst Brüggemann, Cornelius G. Fetsch, Elisabeth Schulte, Christian Watrin
- Joseph Kardinal Höffner: Christliche Gesellschaftslehre, Butzon und Bercker 2002, ISBN 3-7666-0107-5
- Im Dienste der inkarnierten Wahrheit. Festschrift zum 25-jährigen Pontifikat Seiner Heiligkeit Papst Johannes Pauls II, Gustav-Siewerth-Akademie 2003, ISBN 3-928273-77-9, zusammen mit Albrecht von Brandenstein-Zeppelin, Alma von Stockhausen, Hans Benirscke
- Manager-Gebetbuch, Butzon und Bercker 2004, ISBN 3-7666-0405-8, zusammen mit Michael Bommers, Mechthild Löhr
- Was uns trägt. Beiträge zur Spiritualität christlichen Lebens und pastoralen Handelns, Altius 2005, ISBN 3-932483-15-4